# Godefroid Devreese

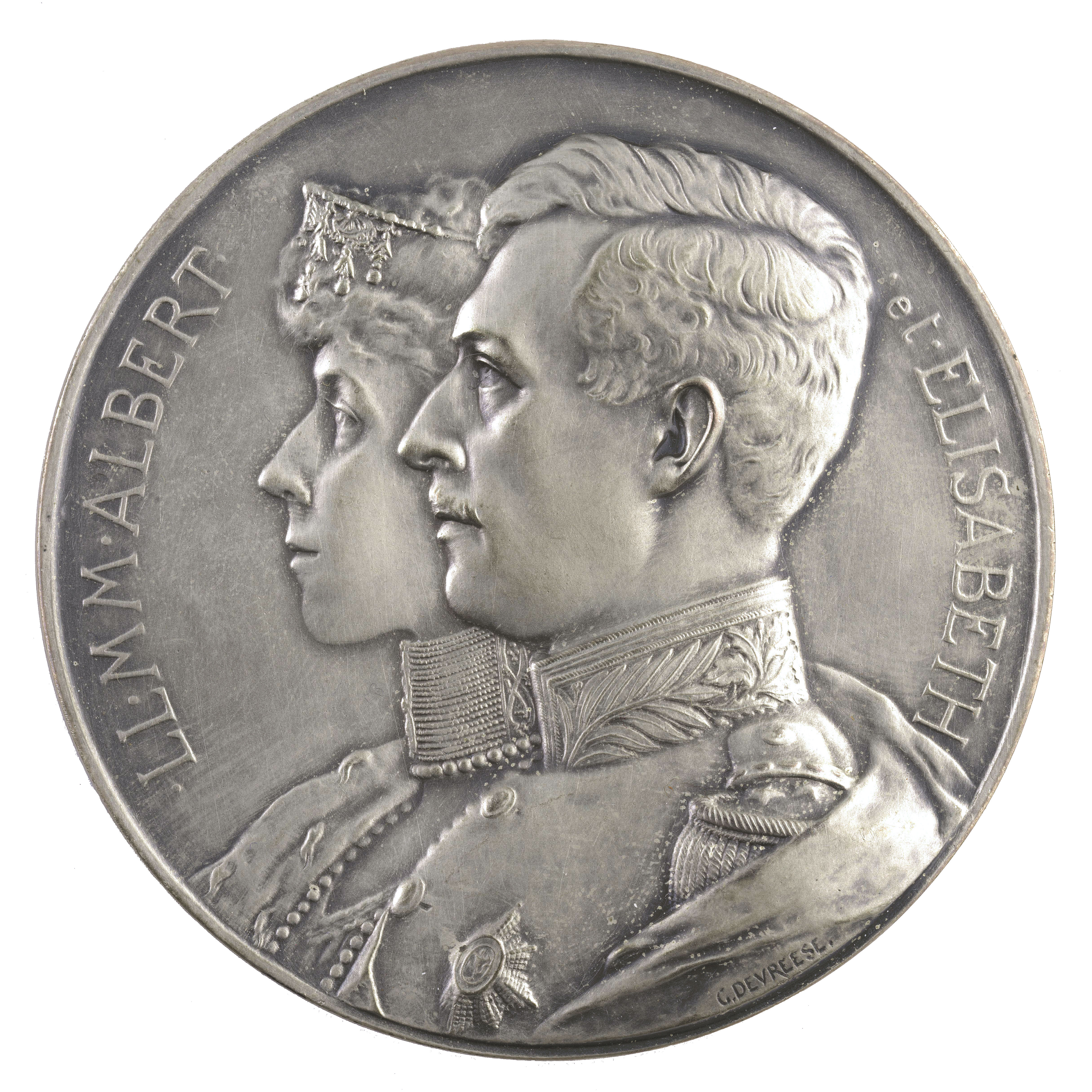
Dubbelportret van koning Albert I en koningin Elizabeth (1919) op de herdenkingsmedaille La Belgique Reconnaissante Internement des Prisonniers Belges en Suisse 1916-1919

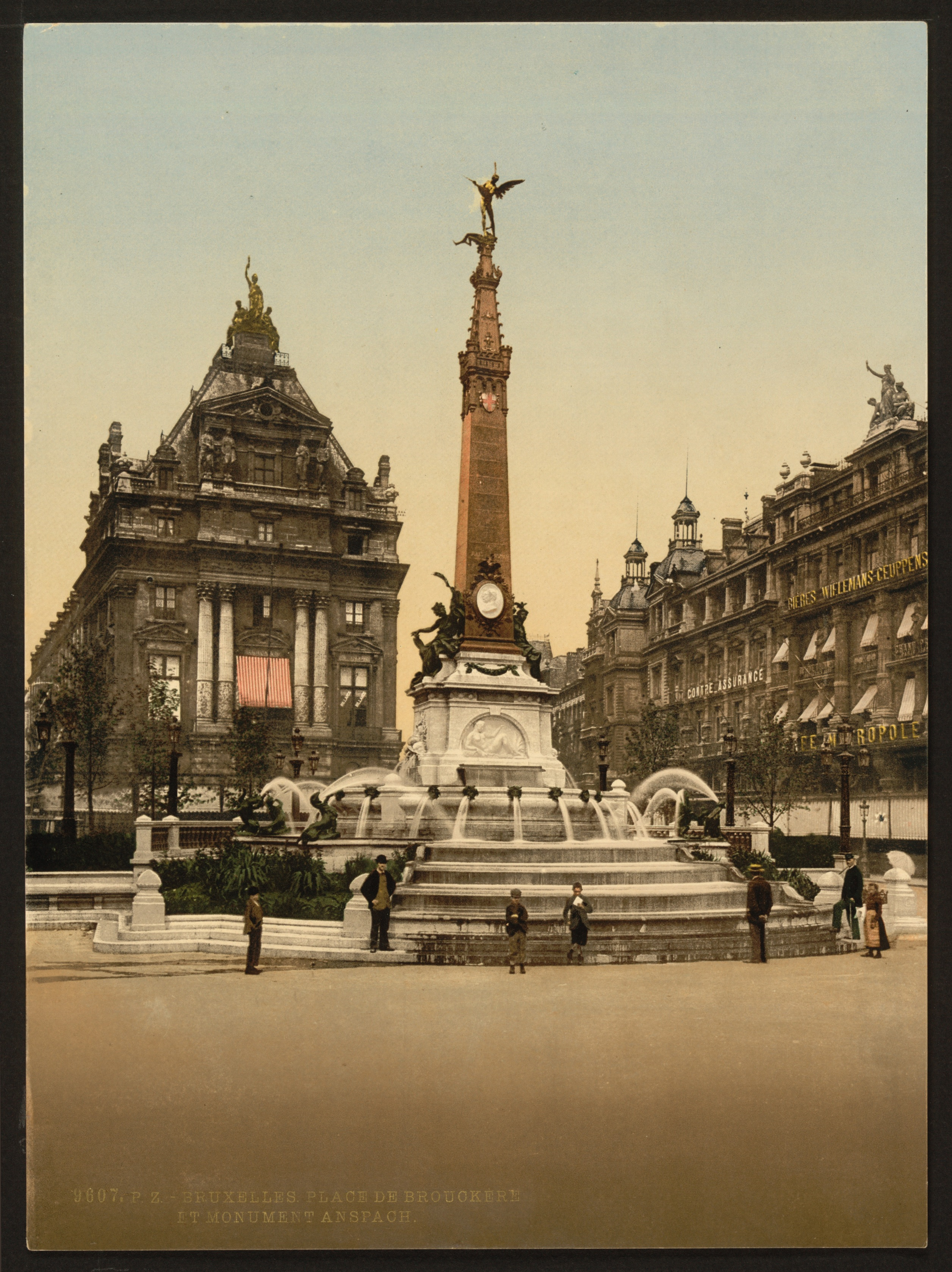
De Anspach-fontein (1897) in Brussel. Aan de rand van het bassin, aan weerszijden van de obelisk, staan de zes chimaera's van Devreese

Godefroid Constantin Devreese (Kortrijk, 19 augustus 1861 – Elsene, 31 augustus 1941) was een  Belgisch beeldhouwer en medailleur. Hij wordt ook vermeld als Godfried Devreese.

## Leven en werk
Godefroid Devreese was een zoon van de beeldhouwer Constant Devreese (1823-1900) en Virginie Constance Vande Wiele. Hij kreeg zijn eerste lessen op het atelier van zijn vader. Hij bezocht de Koninklijke Academie voor Schone Kunsten van Kortrijk en studeerde verder aan de Brusselse academie, onder leiding van Eugène Simonis en Charles Van der Stappen. Devreese was beeldhouwer van bustes, fonteinen, gedenktekens, reliëfs en standbeelden. Na zijn eerste gedenkpenning in 1895 maakte hij ruim 400 penningen en medailles. In 1901 werd hij lid van de Belgisch-Nederlandse kring Vrienden van de Kunstmedaille. Devreese wordt gezien als vernieuwer op het gebied van de Belgische medaillekunst. Voor de Koninklijke Munt van België ontwierp hij diverse Belgische frankstukken met het portret van koning Albert I (1910-1931) en een nikkelen tienfrankstuk (1930) met de portretten van Leopold I, Leopold II en Albert III.
Devreeses werk werd gewaardeerd, hij ontving beurzen en won diverse prijzen, waaronder de Grote Prijs van België (1882, 1886), de Godecharleprijs (1885) voor zijn beeld van David met het hoofd van Goliath en behaalde hij de tweede plaats bij de Prix de Rome (1885), met een reliëf over de dood van Caesar. Nadat hij met zijn beeld de worstelaar deelnam aan de Parijse salon in 1895, verkreeg hij het lidmaatschap van de Société nationale des Beaux-Arts de France. In 1899 werd hij bekroond in de ontwerpwedstrijd voor een gedenkteken ter gelegenheid van de 600e verjaardag van de Guldensporenslag in 1902. Het monument werd in 1906 onthuld. Devreese behaalde de eerste prijs in een driejaarlijkse wedstrijd voor beeldhouwkunst van de Brusselse academie (1889) en won een gouden medaille in Keulen. Bij zijn deelname aan het onderdeel beeldhouwen tijdens de kunstwedstrijden op de Olympische Zomerspelen in Berlijn (1936), viel hij buiten de prijzen. Devreese werd meermaals onderscheiden, hij werd benoemd tot commandeur in de Leopoldsorde, officier in de Kroonorde, officier in het Legioen van Eer en ontving onderscheidingen van Italië, Roemenië en Spanje.
De beeldhouwer overleed kort na zijn 80e verjaardag. In Schaarbeek, waar hij van 1884 tot 1939 woonde, werd een straat naar hem vernoemd.

## Enkele werken
- 1885 David met het hoofd van Goliath, Hotel Tassel, Brussel.
- 1893 standbeeld van Prudens van Duyse in Dendermonde. De sokkel werd gemaakt door Victor Horta.
- 1893 Apollo, kasteel van Laken.
- 1897 zes chimaera's rond de Anspach-fontein ter herinnering aan burgemeester Jules Anspach in Brussel.
- 1906 Groeningemonument, Groeningepark, Kortrijk.
- 1907 Monument voor de Weldoeners, Weldoenersplein, Schaarbeek. In samenwerking met Henri Jacobs.
- 1911 bronzen monument voor Emile Henricot (1911) in Court-Saint-Étienne. Gegoten bij de Fonderie Nationale des Bronzes.
- 1911 La Bacchanale (Bacchanaalvaas) aan de Louis Bertrandlaan in Schaarbeek.
- 1914 Pleureuse, treurende vrouw in brons, op de graftombe van de familie Moyaux-De Croos op de begraafplaats van Laken.[4]
- 1917 penning met portret van Maurits van Vollenhoven (1882-1976), Nederlands diplomaat in Brussel die in dat jaar werd benoemd tot minister-resident.
- 1919 medaille La Belgique Reconnaissante Internement des Prisonniers Belges en Suisse 1916-1919 met dubbelportret van koning Albert I en koningin Elizabeth.
- 1920 buste van Louis Morichar in het Pierre Pauluspark in Sint-Gillis.
- 1923 Oorlogsmonument bij het Belfort aan de Grote Markt in Kortrijk.[5]
- 1926 buste van dr. Antoine Depage voor een monument aan het Georges Brugmannplein, Brussel. Het monument werd ontworpen door architect Jean-Baptiste Dewin.
- 1930 standbeeld van Jan Palfijn, Gent. Het beeld werd in 1930 geschonken aan het Bijlokemuseum en in 1952 op de Bijlokesite in Gent onthuld. Vanwege werkzaamheden aan de infrastructuur kwam het beeld in de opslag terecht, waarvandaan het 2011 werd gestolen.
- 1930 bronzen portretmedaillon van Hilda Nickmilder (1899-1930) voor haar grafstele op de begraafplaats van Brussel.
- 1935 Visser van Oostende bij het Eeuwfeestpaleis, ter gelegenheid van de wereldtentoonstelling van 1935 in Brussel.
- 1936 bronzen plaquette voor het monument ter herinnering aan René Stevens, in de Grote Flossendelle, Oudergem.
- 1937 medaille ter herinnering aan Léon Losseau.
- Zeegod met tritonshoorn, Koningin Astridpark, Brugge. Het werk stond eerder op de Kunstberg in Brussel.
- Condorfontein, Kruidtuin, Brussel.
- bronzen reliëf met de portretten van Constant Devreese en Virginie Vandewiele (Devreeses ouders) op het Sint-Janskerkhof in Kortrijk.

## Fotogalerij

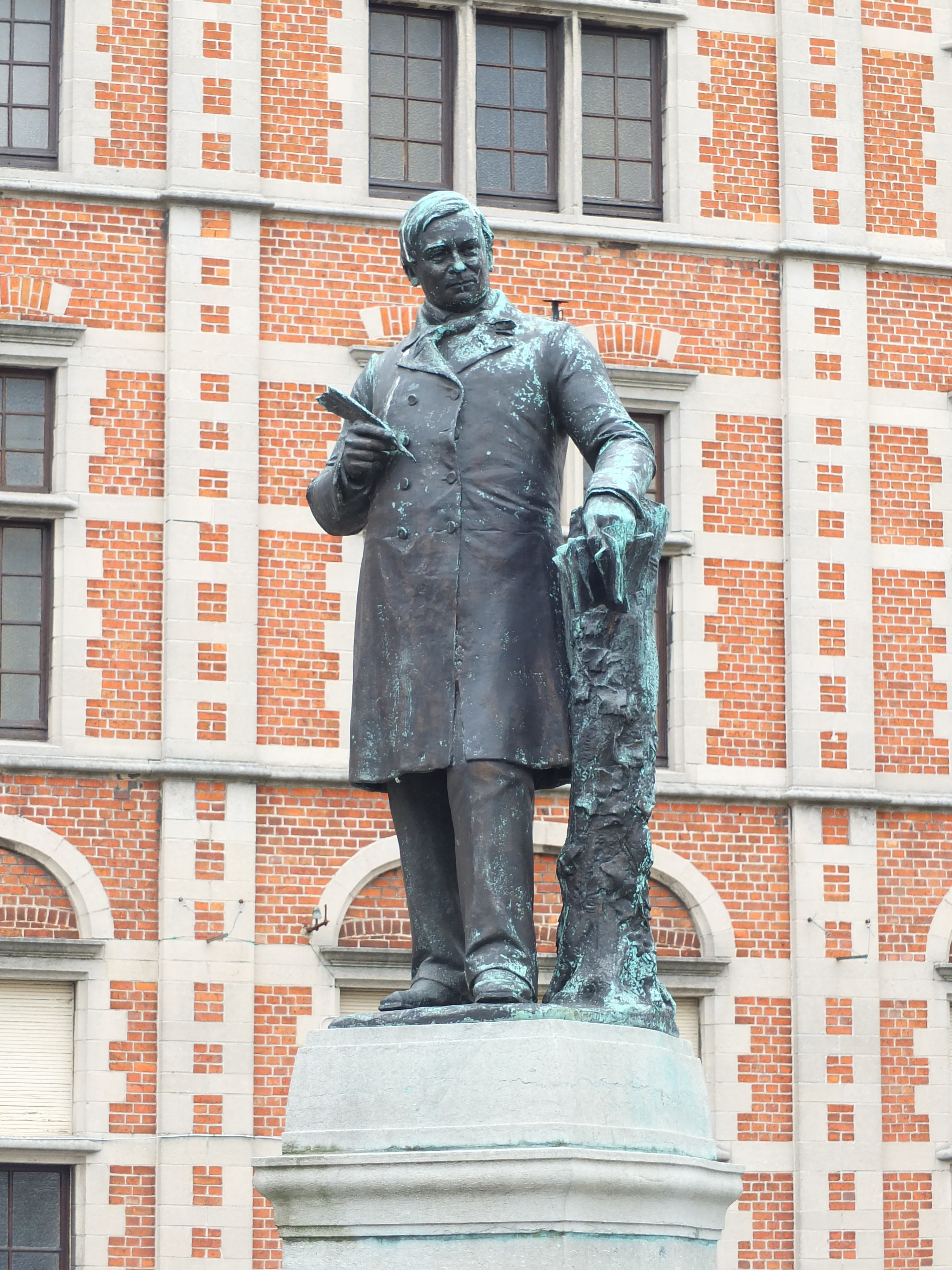
standbeeld van Prudens van Duyse (1893), Dendermonde
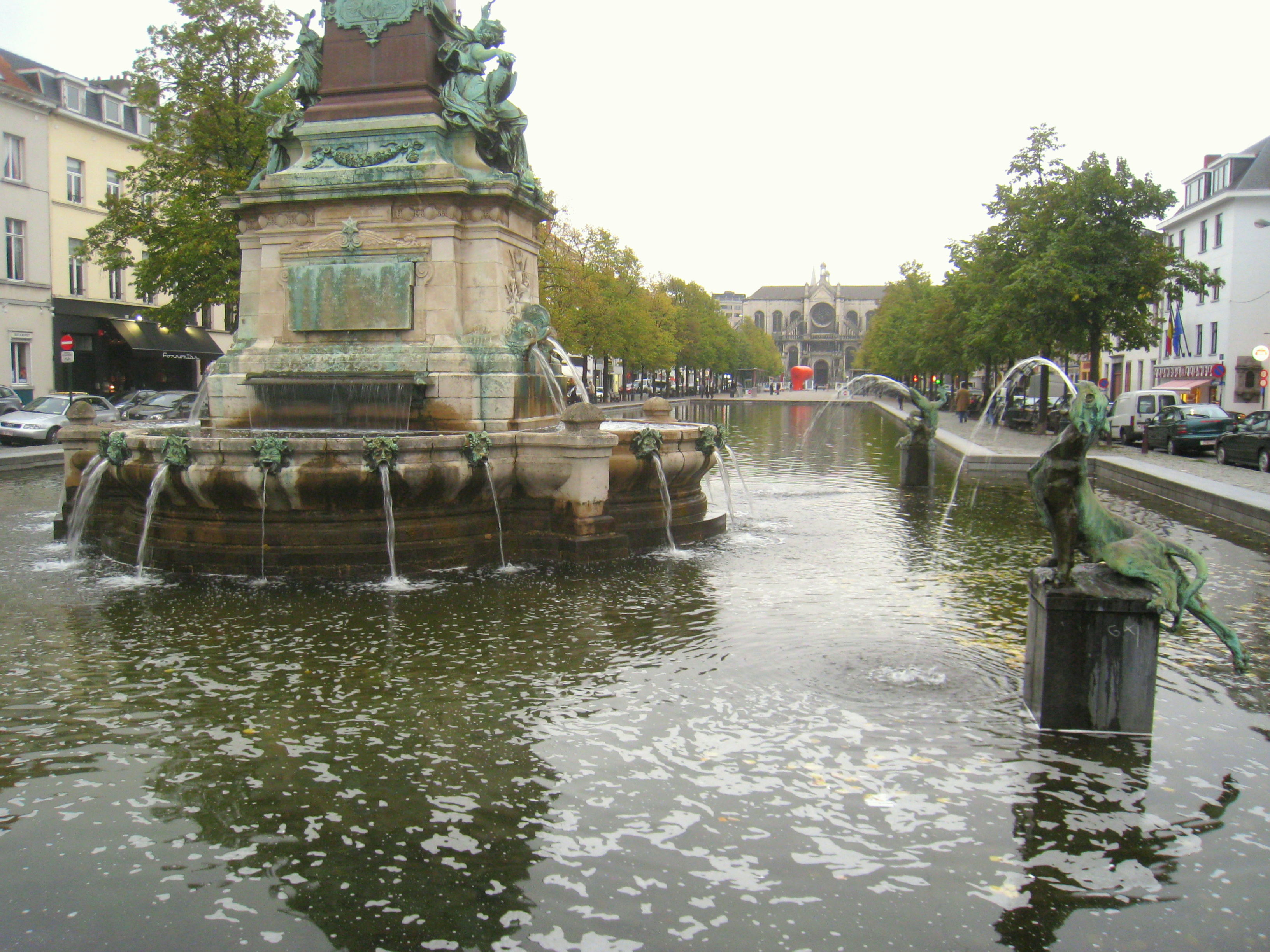
rechts een van de chimaera's (1897) voor de Anspach-fontein
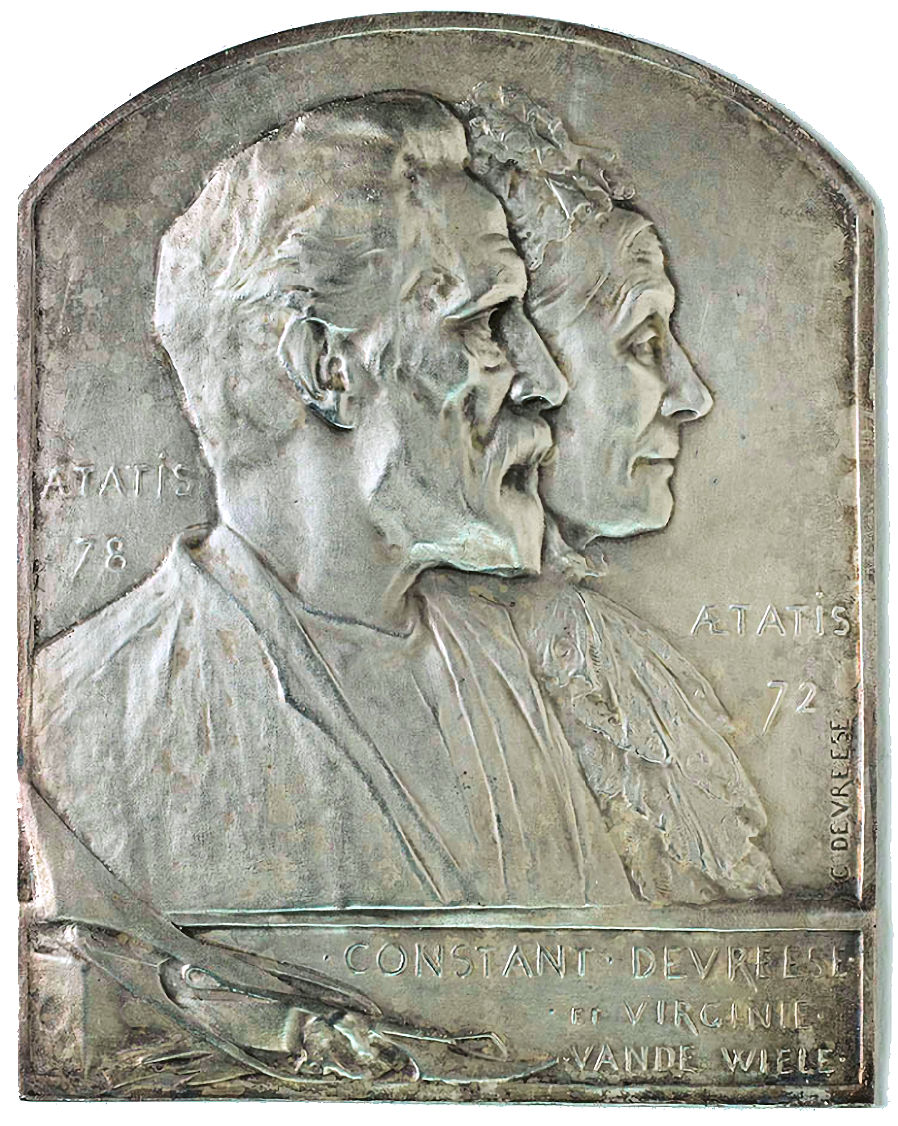
Dubbelportret van Constant Devreese en Virginie Vande Wiele (1903)
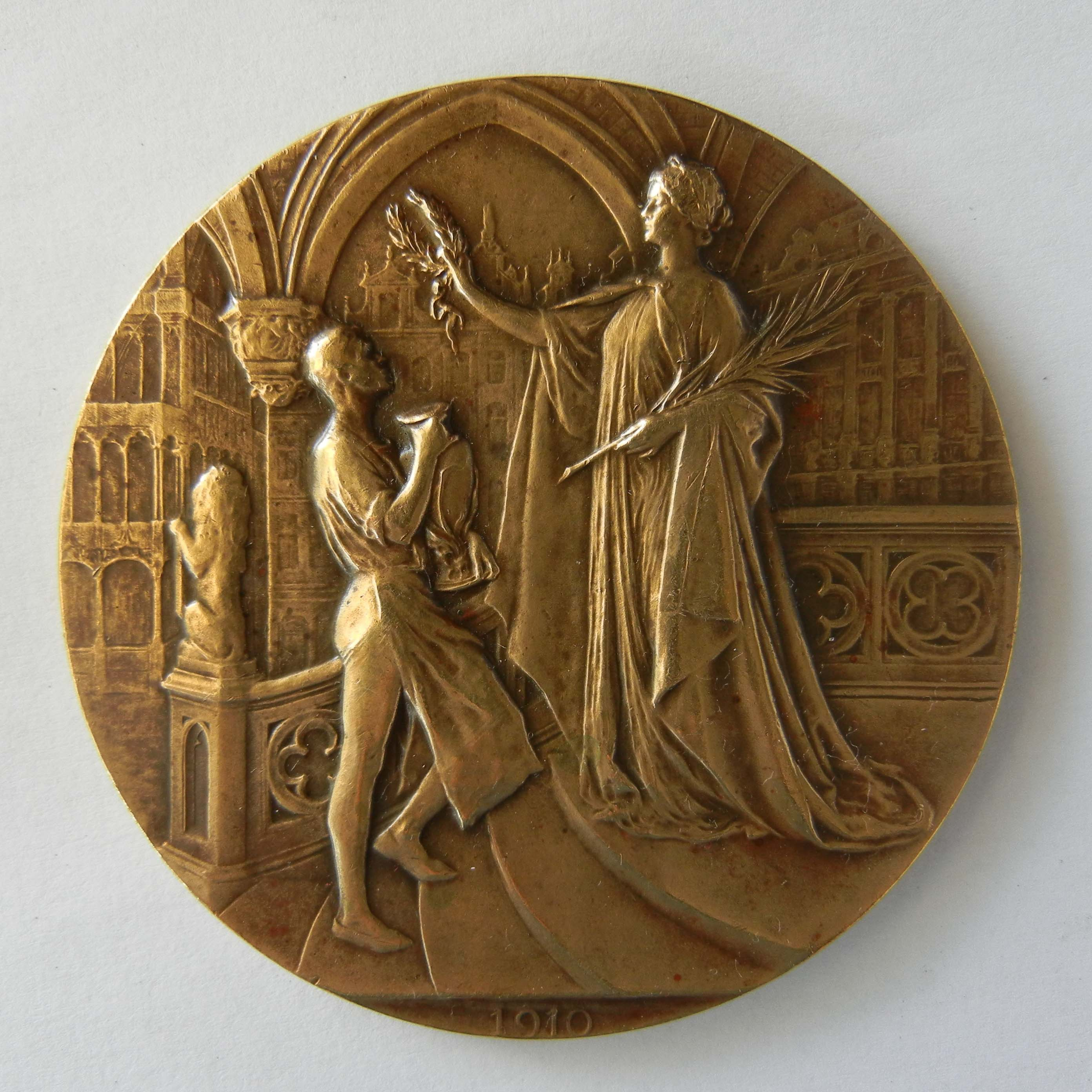
Medaille t.g.v. de Exposition Universelle et Internationale, de wereldtentoonstelling van 1910 in Brussel
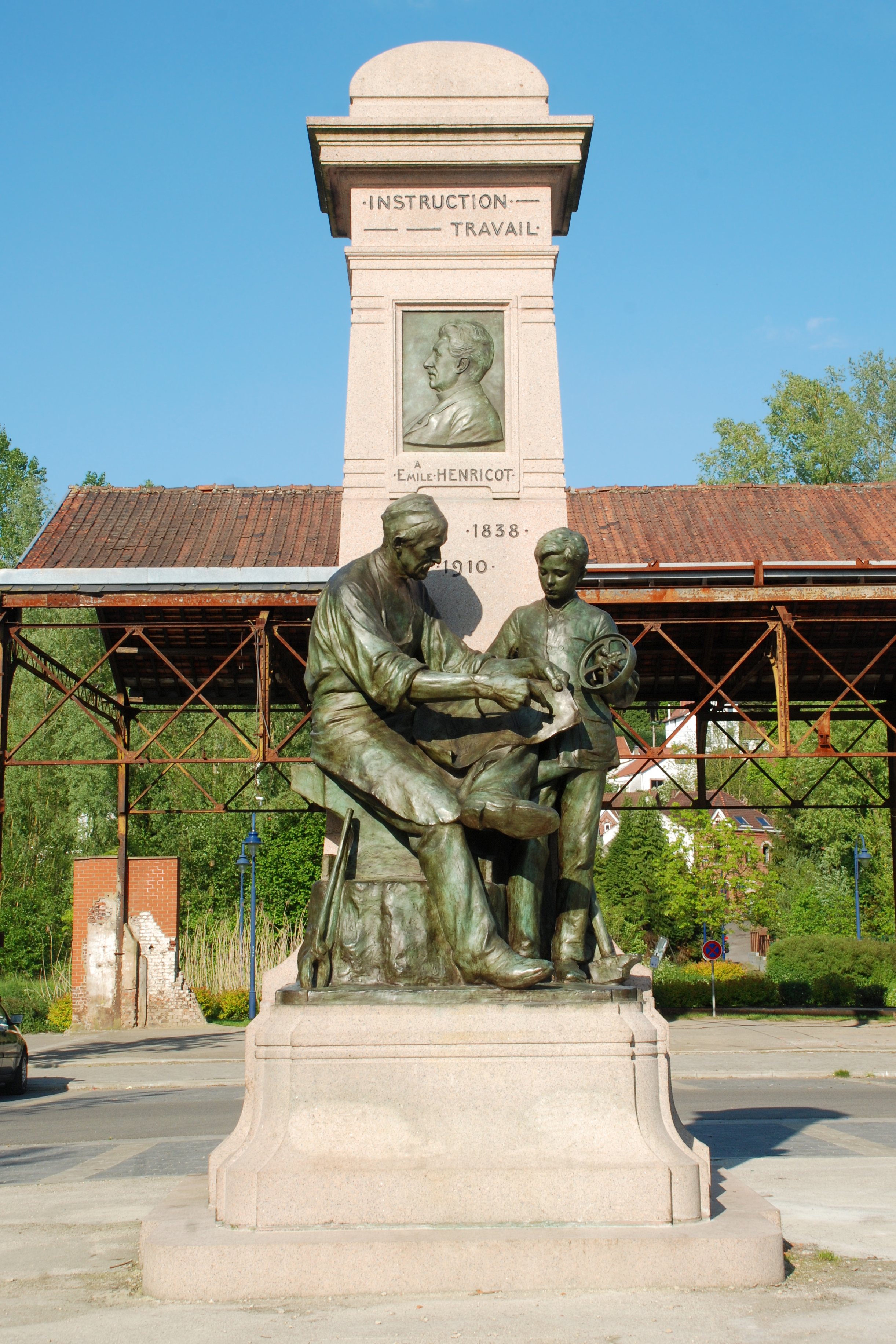
Monument voor Emile Henricot (1911), Court-Saint-Étienne
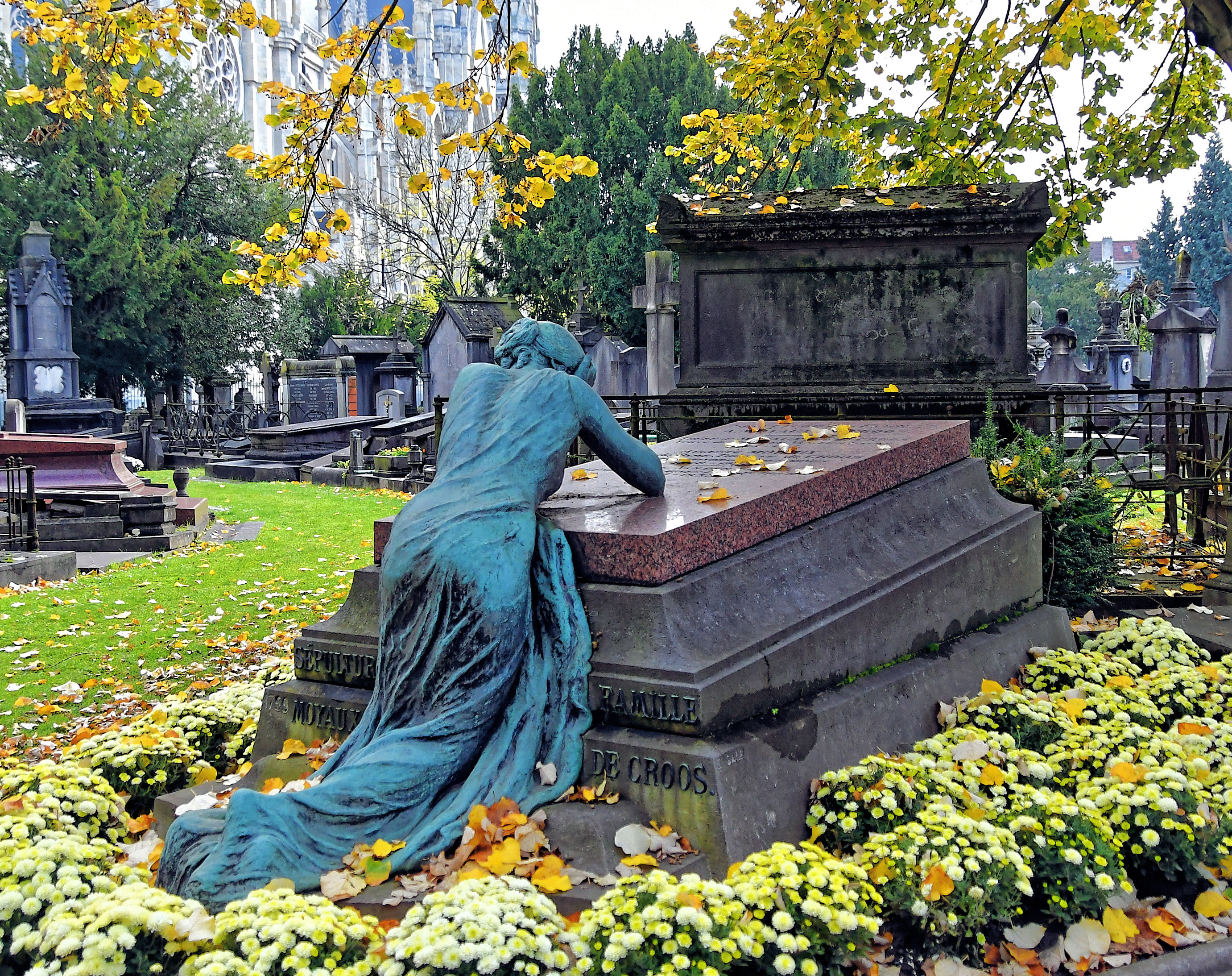
'Pleureuse' (1914), begraafplaats van Laken
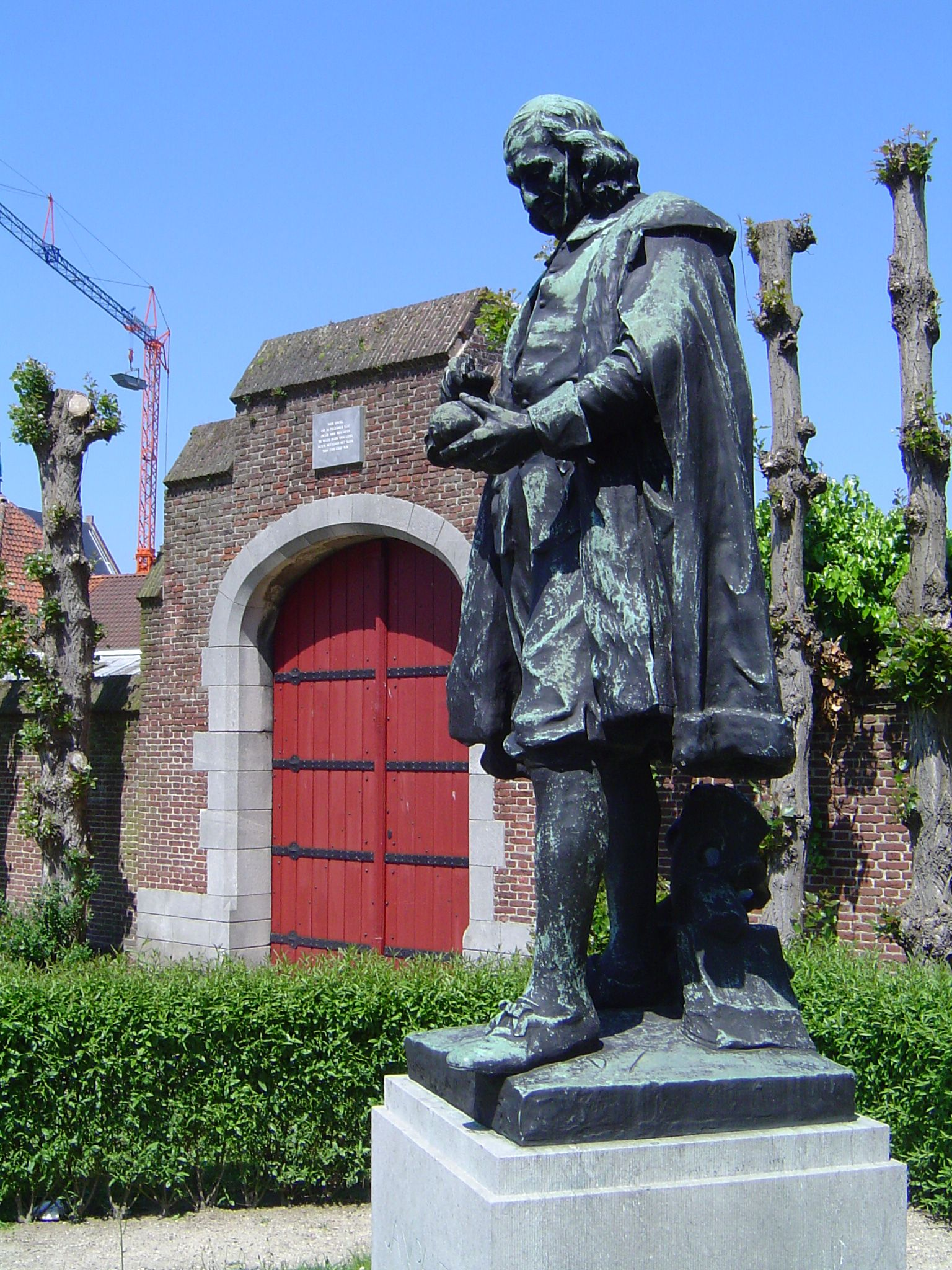
standbeeld van Jan Palfijn (1930), Gent
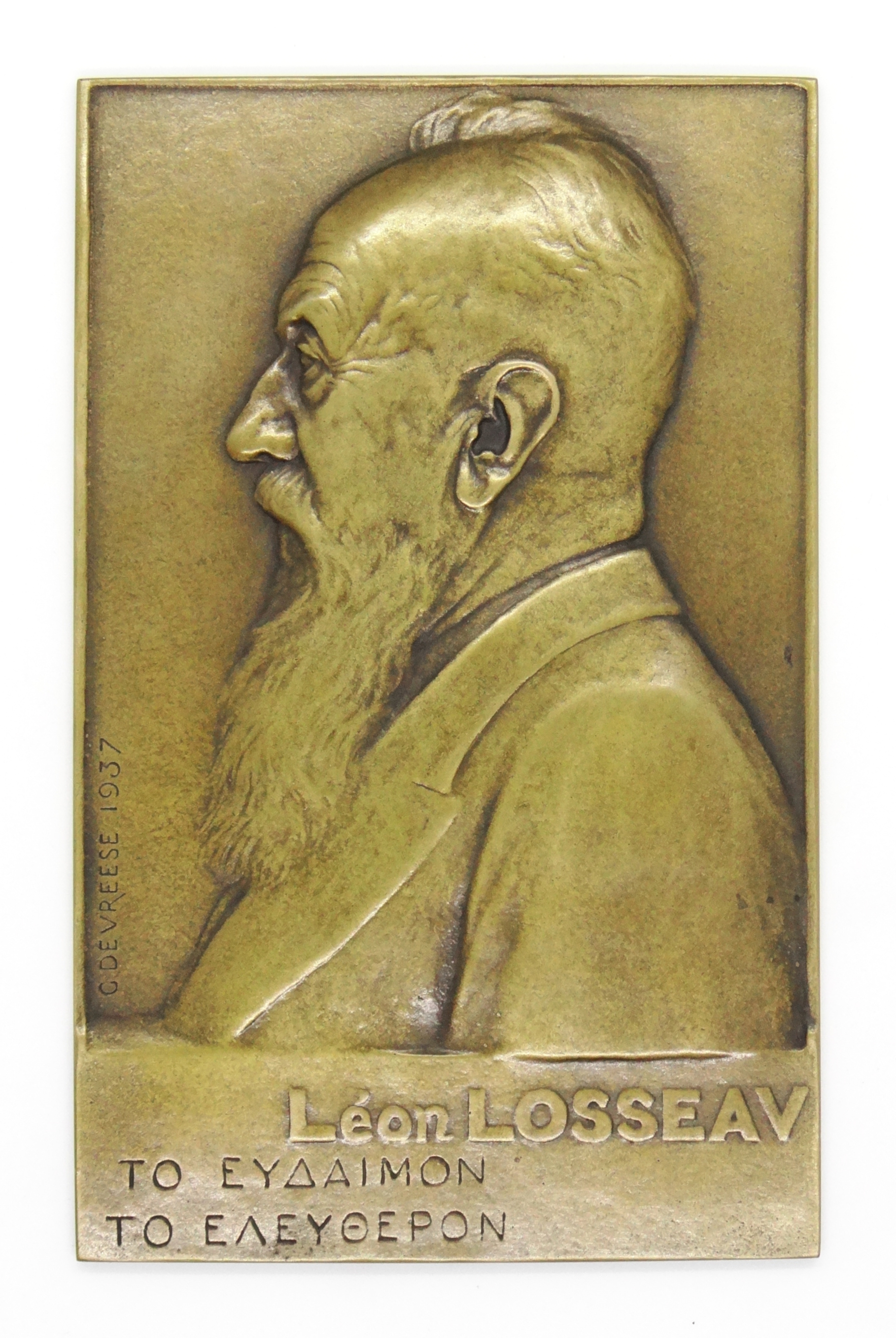
Medaille Léon Losseau (1937)
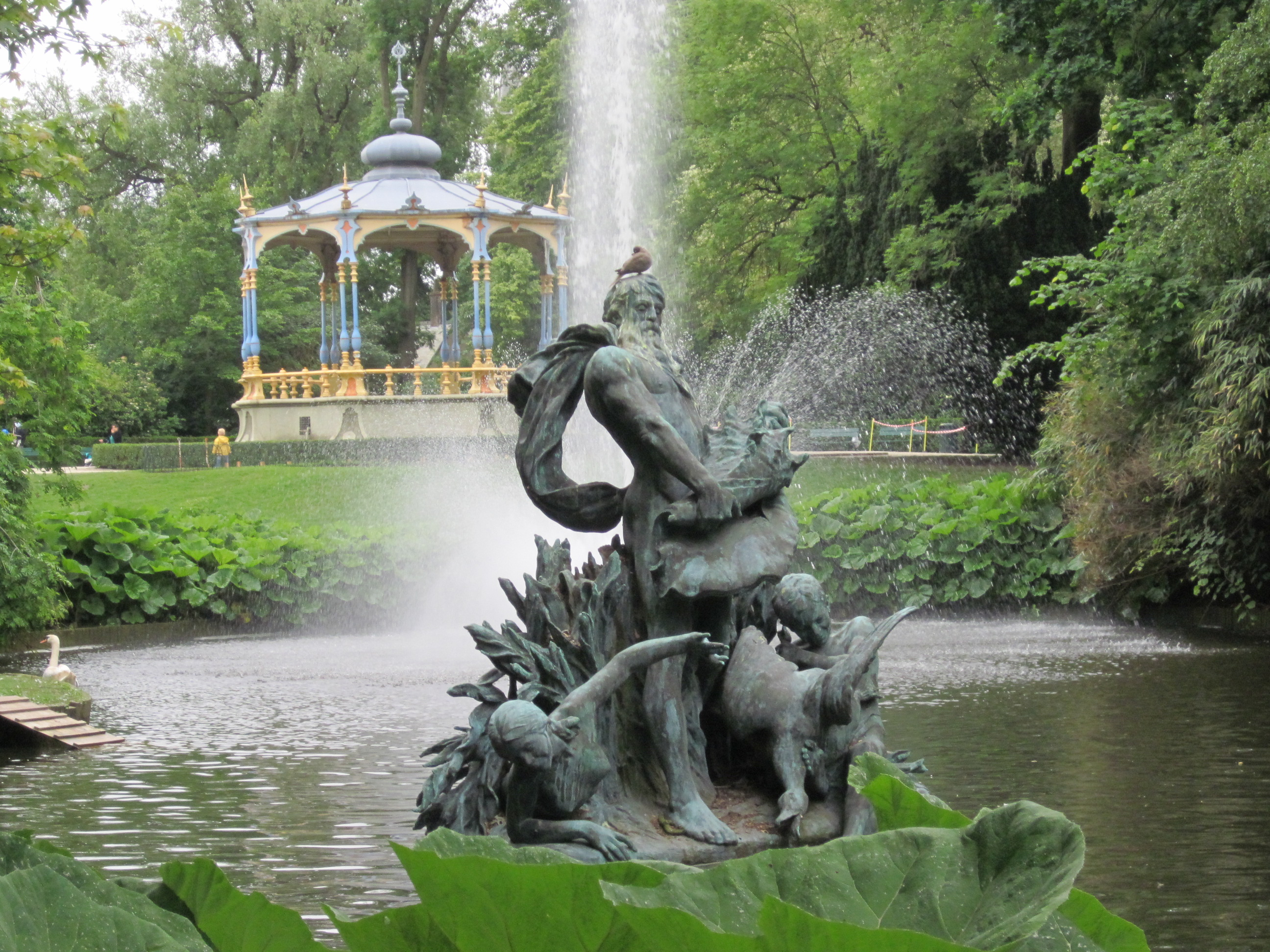
Zeegod met tritonshoorn, Brugge.

## Werk in openbare collecties
- Koninklijke Musea voor Kunst en Geschiedenis
- Koninklijke Musea voor Schone Kunsten van België[6]
- Musée d'Orsay
- Teylers Museum

- Bibliothèque nationale de France: cb14972900p (data)
- Gemeinsame Normdatei: 128356162
- International Standard Name Identifier: 0000 0000 2012 2743
- Library of Congress Control Number: n2019041622
- Nederlandse Thesaurus van Auteursnamen: 089960106
- RKD-Nederlands Instituut voor Kunstgeschiedenis: 22415
- Système universitaire de documentation: 152921990
- Union List of Artist Names: 500333983
- Virtual International Authority File: 2743473